# Clevi Fryger
 Clevi Fryger (* 15. Jahrhundert; † nach 1442) war um 1442 ein Franziskaner und Verfasser eines Auszuges der verloren gegangenen Königsfeldener Chronik.
Die Namensangabe „Clevi Fryger“ von Waldshut und die Bezeichnung Lesemeister finden sich am Ende eines Auszuges der Königsfelder Chronik (Chronicon Koenigsfeldense ad a. 1442). Die Königsfelder Chronik (Chronicon Koenigsfeldense), entstanden um 1388, selbst ist verschollen. Fryger benutzte neben der Königsfeldener Chronik weitere Quellen. Der erste Teil des Textes, „Das Buch von dem Ursprung der durchlauchtigsten Fürsten von Österreich“ berichtet in 30 Kapiteln den Aufstieg des Hauses Habsburg. Der zweite Teil berichtet in 31 Kapiteln über die Königin Agnes von Ungarn. Clevi Fryger fügte dem Chronikauszug im ersten Nachtragskapitel einen Abschnitt zur Gründung und Geschichte der Stadt Waldshut,„Wie lang ist das Waldshuot die Statt gestift und gebuwen war“ bei, in welchem als Gründungsjahr der Stadt das Jahr 1249 und als Erbauer die Brüder Rudolf und Albrecht V. von Habsburg, Domherr in Basel und in Straßburg angegeben werden.
Der Erstabdruck des Fryger-Auszuges erschien im von Martin Gerbert herausgegebenen Band „De translatis Habsburgo-Austriacorum principum eorumque cadaveribus ex ecclesia cathedrali Basiliensi et monasterio Koenigsfeldensi in Helvetia ad conditorium novum monasterii St. Blasii in silva nigra“, St. Blasien 1772 auf den Seiten 87 bis 113.